# Florindo D'Aimmo
Florindo D'Aimmo (Termoli, 31 gennaio 1928 – Termoli, 11 febbraio 2013) è stato un politico italiano.

## Biografia
Si è laureato in scienze economiche e commerciali, di professione è stato commercialista e revisore ufficiale dei conti. 
È stato il primo presidente del Consiglio regionale del Molise nel 1970 e poi presidente della Regione Molise dal 1975 al 1982. 
Nel 1975 è nominato, dalla Camera dei Deputati, componente del Consiglio d'amministrazione della Rai, dimessosi per incompatibilità con l'incarico elettivo. Nel 1981 è eletto co-presidente del Comitato consultivo delle Istituzioni regionali e locali dei Paesi membri della Comunità europea, insieme al Sindaco di Londra, elezione avvenuta nel Senato francese a Parigi.
Viene eletto, per la prima volta, deputato nel 1983 con la Democrazia Cristiana di cui sarà nel 1985 responsabile nazionale del Dipartimento del Mezzogiorno. Sarà rieletto per altre tre legislature, concludendo il proprio mandato nel 1996. È stato sottosegretario di Stato al Ministero del lavoro e della previdenza sociale nel primo governo di Giuliano Amato (dal 30 giugno 1992 al 27 aprile 1993) e sottosegretario di Stato al Ministero del bilancio e della programmazione economica con delega per il Mezzogiorno nel governo di Carlo Azeglio Ciampi (dal 7 maggio 1993 al 9 maggio 1994). Con lo scioglimento della DC aderisce al Partito popolare italiano del quale sarà il segretario regionale molisano sino al 2000. 
Muore all'età di 85 anni l'11 febbraio 2013, pochi giorni dopo sua moglie, da cui ha avuto i figli Antonio, Antonella e Sandra.

### Onorificenze
Dopo la sua morte, in occasione del 53º anniversario dell'autonomia della Regione Molise, è stato intitolato a suo nome il Palazzo del Consiglio regionale, con voto unanime di tutti i consiglieri regionali.